# Aulularia (Plautus)

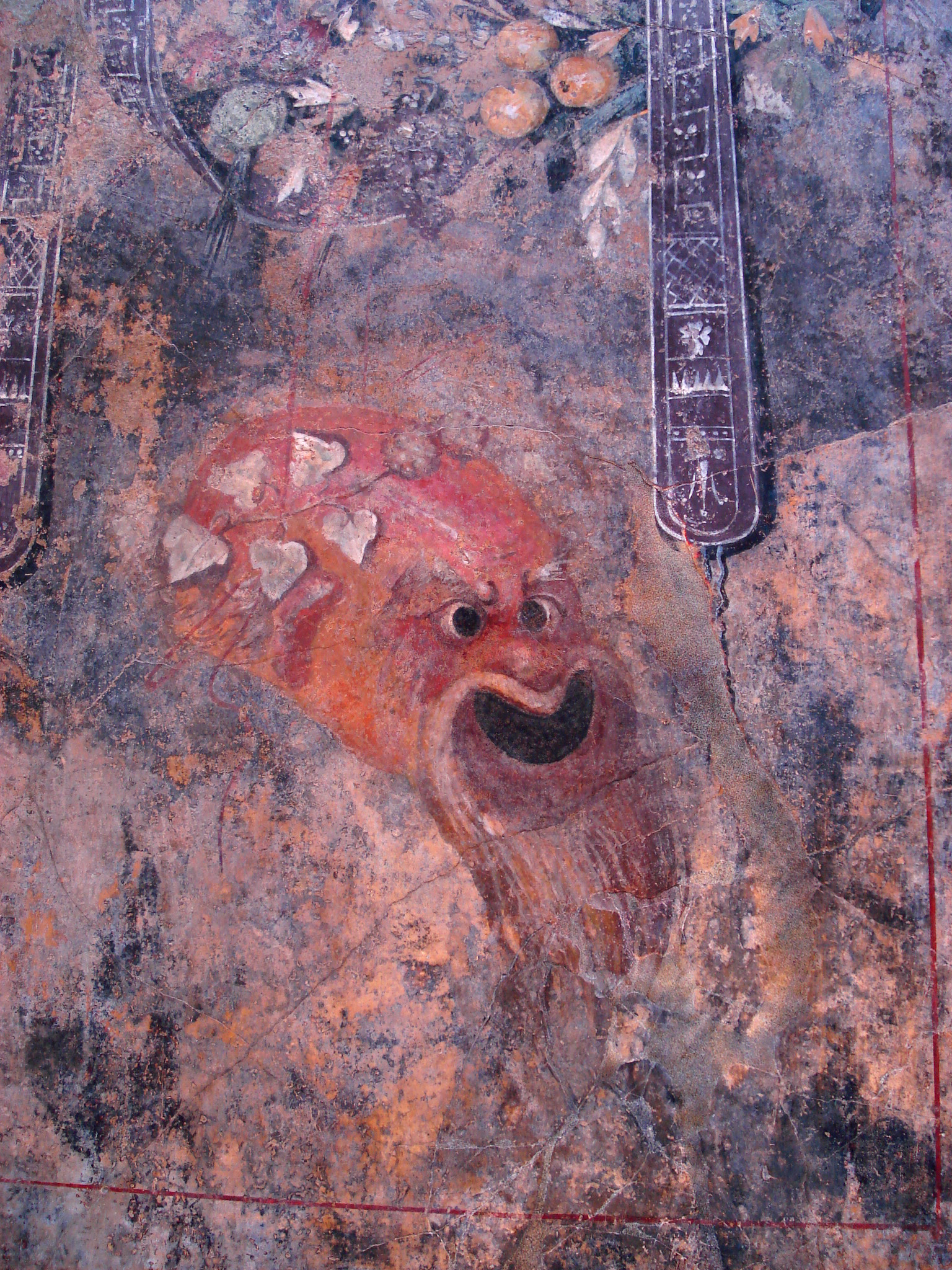
Encausto da Solunto (Palermo, Italien)

Aulularia (Aululāria, ae, f. (aulula), die Topfkomödie, das Topfstück) ist eine in lateinischer Sprache geschriebene Charakterkomödie des römischen Dichters Titus Maccius Plautus. Die Aulularia gehört zur literarischen Gattung der Palliata. Vielleicht ist Menander das literarische Vorbild. Der Schluss ist verloren.

## Übersicht

### Personen – Personae Dramatis
- Der Hausgott (Lar) als Vorredner.
- Euclio, ein alter Bürger von Athen.
- Phaedria, seine Tochter.
- Staphyla, seine Magd.
- Megadorus, ein anderer Bürger Athens.
- Eunomia, seine Schwester mit sprechendem Namen
- Lyconides, Sohn der Eunomia.
- Strobilus I., Sklave des Megadorus.
- Strobilus II., Sklave des Lyconides.
- Pythodicus, Sklave in Euclios Hause.
- Congrio und Anthrax, zwei Köche.

Einige stumme Personen.

### Ort
Schauplatz ist eine Straße in Athen, an der sich das Haus des Euclio und das des Megadorus gegenüberliegen. Im Hintergrund sieht man Tempel und Hain der Göttin der Treue (Fides).

## Inhalt
Die mitgeteilten Verszahlen stammen aus der Plautus-Ausgabe von Max Niedermann.

### Prolog (V. 1–39)
Der Hausgott (Lar) der Familie hat die Aufgabe, den Prolog vorzutragen: Lange Jahre wohne er schon in diesem Haus, habe dem Großvater und Vater des jetzigen Hausbesitzers gedient. Allerdings habe er denen nichts von seinem unter dem Herd versteckten Goldschatz (Aulularia) verraten, da sie ihm zu dürftig geopfert hätten. Erst die großzügigen Opfergaben der Tochter des aktuellen Herrn habe ihn eines anderen Sinnes werden und den Herren den Schatz finden lassen, damit er seine Tochter angemessen verheiraten könne. Ein junger Mann aus guter Familie habe mit ihr geschlafen, sie kenne aber nicht seinen Namen. Auch der Vater habe die Schwangerschaft bemerkt. Noch heute wolle der Lar es einrichten, dass der Alte aus dem Nachbarhaus um ihre Hand anhalten solle, damit eine Ehe mit dem jungen Mann leichter möglich sei. Obendrein ist der Alte aus dem Nachbarhaus der Onkel des jungen Mannes, der sie auf dem Fest der Ceres verführte. Am Schluss hört man den Vater der Tochter die Magd aus der Küche scheuchen, damit sie nicht Zeugin wäre, wenn er den Schatz kontrollierte.

### Akt I (V. 40–119)
- Euclio treibt Staphyla, die Dienstmagd, schreiend aus dem Haus, die sich über eine solch brutale Behandlung beklagt. Es weist sie an, den Platz vor dem Haus nicht zu verlassen. Für sich redend bekennt er, dass er auch keine zufällige Zeugin im Haus bei der Kontrolle des Schatzes gebrauchen kann. Gleichzeitig kann die ziemlich verzweifelte Staphyla sich das auffällige Verhalten des Herrn nicht verstehen, der den ganzen Tag im Haus bleibt, die Nächte durchwacht. (V. 40–106)
- Euclio kommt beruhigt aus dem Haus. Der Schatz ist weiter an seinem Platz. Er weist Staphyla an, das Haus zu bewachen, niemanden hereinzulassen, auch nichts zu verleihen. Wenn er gleich ginge, habe sie das Haus mit den zwei Riegeln zu verschließen. Als sie im Haus verschwunden ist, erzählt er, warum er fort müsse. Ein Zunftmeister habe eingeladen, da er Silbermünzen verteilen wolle. Daher müsse er dahin, weil seine Abwesenheit sonst falsch interpretiert werden könnte. Er hätte es wohl nicht nötig. Das würde zu auffällig sein. So wolle er sich aber beeilen, um schnell zurückzukehren. ( V. 107–119)

### Akt II (V. 120–405)
- Der Nachbar Megadorus unterhält sich mit seiner Schwester Eunomia vor dem Haus. Megador ist im Gegensatz zu Euclio wohlhabend, außerdem ist er unverheiratet. Darüber möchte seine Schwester mit ihm reden und rät ihm, sich zu verheiraten. Erst widerstrebend, findet er mit der Zeit Gefallen an dem Gedanken. Eunomia entlockt ihm sogar eine mögliche Kandidatin, die Tochter seines „armen“ Nachbarn Euclio. (V. 110–177)
- Euclio kehrt enttäuscht nach Hause zurück. Niemand war gekommen, um das erwünschte Geld zu verteilen, also war er schnell zurückgekehrt. Hier trifft er auf seinen reichen Nachbarn Megadorus, der ihn schon erwartet. Euclio, mit einem starken Klassenbewusstsein ausgestattet, ist überrascht und vorsichtig, bleibt aber höflich. Nach einigem Hin und Her kommt Megadorus zur Sache und hält offiziell um die Hand von Euclios Tochter an. Euclio allerdings ist sehr misstrauisch. Ein Reicher will die Tochter eines nominell Armen freien? Da müsse mehr dahinterstecken. Wahrscheinlich wisse er schon vom Goldschatz, den er sich so aneignen wolle. Euclio besteht darauf, dass seine Tochter keine Mitgift erhalten könne, er habe nämlich keinen Goldschatz. Megadorus will keine Mitgift, da er wohlhabend genug sei. Unter Zweifeln willigt Euclio ein. Die Hochzeit soll umgehend vorbereitet werden. (V. 178–267)
- Als Staphyla von Euclio den Auftrag erhält, Gefäße und Becher für die Hochzeit zu reinigen, erschreckt sie, da sie von der Schwangerschaft der Tochter weiß. (V. 268–279)
- Es kommt Megadorus’ Sklave Strobilus mit den Mietköchen Anthrax und Congrio, mit Flötenspielerinnen und sonstigen Sklaven, die die Einkäufe tragen, vom Markt. Sie unterhalten sich über die benötigten Arbeiten. (V. 280–326)
- Strobilus teilt das Personal und die Einkäufe auf beide Häuser auf, wobei die Charakterisierung des Euclio als Geizkragen nicht zu kurz kommt. (V. 327–349)
- Strobilus bringt Congrio zu Euclios Haus, wo er von Staphyla empfangen wird, die überrascht ist von der Eile. Congrio sieht das zum Kochen benötigte Holz, worauf Staphyla glaubt, dass er das Haus anzünden wolle. Schließlich gehen sie ins Haus. (V. 350–362)
- Ein weiterer Sklave des Euclio tritt kurz auf, ohne zu arbeiten. Er habe die Köche zu überwachen. (V. 363–370)
- Euclio kehrt zurück und spricht zu sich. Die Nahrungsmittel seien zu teuer gewesen. Erst auf dem Rückweg habe er sich besonnen und dann wenigstens Weihrauch und Blumen für die Hochzeit seiner Tochter gekauft. Dann sieht er die offenstehende Tür seines Hauses. Sofort vermutet er einen Einbruch. Als er Congrio von einem zu kleinen Topf reden hört, wird er erst recht nervös und stürmt ins Haus. (V. 371–397)
- Anthrax gibt im anderen Haus Kochanweisungen. Da hört er lauten Krach aus dem Nachbarhaus. (V. 398–405)

### Akt III (V. 406–586)
- Congrio stürzt schreiend aus dem Haus des Euclio. Laut beklagt er sich über die von Euclio erhaltenen Schläge: so sei er noch nie für seine Dienste bezahlt worden. Als die Tür aufgeht, zieht er zur Verteidigung sein Küchenmesser. (V. 406–413)
- Euclio ruft ihn zurück, will ihn anzeigen. Congrio bleibt in Verteidigungsposition, erhält aber von dem außer Rand und Band geratenen Euclio weitere Schläge. Dann erst fragt er ihn, warum er in seinem Haus gewesen sei. Eigentlich will er nur wissen, ob etwas gefunden habe, was er damit beantwortet, dass er schon zufrieden sei, wenn er seine Kochutensilien wieder mit nach Hause nehmen könne. Euclio bleibt seinem Charakter treu und verschwindet misstrauisch im Haus, um den Goldschatz zu inspizieren. Congrio bleibt zurück und beklagt sich über sein schlechtes Schicksal. (V. 414–448)
- Euclio kehrt mit dem Goldschatz unter dem Mantel verborgen zurück und raunzt den Koch und sein Team an, endlich zu arbeiten. Fürs Nichtstun würden sie nicht bezahlt. Grummelnd kehren Congrio und seine Helfer zurück ins Haus. (V. 449–459)
- Euclio klagt über seine neue familiäre Verbindung mit einem Reichen, der ihm die Köche ins Haus geschickt habe, um ihm den Schatz zu stehlen. Ebenso habe er seinen Haushahn erschlagen, da er an falscher Stelle beim Schatz gescharrt habe. Überall nur Verrat. Schon erblickt er seinen künftigen Schwiegersohn. (V. 460–474)
- Megadorus redet vor sich hin, ohne Euclio zu bemerken. Er gibt kund, dass viele Freunde seinen Plan, ohne Mitgift zu heiraten, für gut erachten. Er sieht den Vorteil darin, dass so die Frauen kein Recht hätten, Wünsche zu formulieren, wie dies Frauen mit reicher Mitgift täten. Die Wünsche dieser Frauen würden überhandnehmen und zur eigenen Verschuldung führen. Frauen ohne Mitgift seien besser zu kontrollieren. Der mithörende Euclio ist angetan von soviel „männlicher“ Weltsicht und lässt ihn seine Thesen weiterentwickeln, bis Megadorus schließlich Euclio entdeckt. (V. 475–536)
- Megadorus geht auf das Lauschen nicht weiter ein, sondern weist Euclio darauf hin, dass eine festliche Kleidung auch für Euclio am Tage der Hochzeit seiner Tochter angemessen wäre. Euclio sieht das anders, doch Megadorus antwortet, dass er schon genug habe, was Euclio wiederum für einen Hinweis hält, dass Megadorus Bescheid wisse. Euclio möchte sich dem Gespräch entziehen, doch Megadorus lässt sich nicht versetzen. Euclio beklagt sich über alles: Personal, Einkäufe, das Lamm, alles von Megadorus bezahlt, der sich aber nichts anmerken lässt. Als Megadorus zur Verbindung der Familien mit Euclio etwas trinken will, lehnt Euclio auch das ab, da er nur Wasser trinke und keinen Wein. Wieder vermutet er dahinter einen Plan, ihn im Rausch um seinen Schatz zu bringen. Während Megadorus sich weiter auf die Feier mit Baden und Opfern vorbereiten will, ist Euclio nur von der Sorge um den Schatz gefangen. Er will ihn im Tempel der Fides (Vertrauen, Treue) verstecken. (V.538–585)

### Akt IV (V. 587–807)
- Der Sklave des Lyconides, des Verführers Phaedrias, beobachtet, was bei beiden Häusern passiert. Er sieht es angeblich als seine Aufgabe an, nicht nur seinem Herrn zu dienen, sondern auch vorausschauend dessen „gesunden Menschenverstand“ zu stabilisieren. Da sein Herr davon erfuhr, dass Euclios Tochter, in die er verliebt sei, mit Megdorus verheiratet werden solle, habe er ihn zum Spionieren hierher geschickt. Er setzt sich auf den Apollo-Altar, den beiden Häusern gegenüber gelegen. (V. 587–607)
- Euclio kommt zufrieden aus dem Heiligtum, da er der Göttin Fides (Treue) seinen Schatz anvertraut hat nicht ohne sie zu ermahnen, ja gut aufzupassen. Er zieht sich in sein Haus zurück, um zu baden und zu opfern. Lyconides’ Sklave hat Euclio nicht nur aus dem Fides-Heiligtum kommen sehen, sondern kann ihn auch mit sich reden hören, was seine Neugier entzündete. Also macht er sich auf den Weg, den Schatz zu suchen. (V. 608–623)
- Euclio verlässt eilig das Haus, weil ihn ein Rabe gewarnt zu haben schien. Mit ungutem Gefühl läuft er zum Tempel und schleppt den Sklaven heraus. (V. 624–627)
- Euclio beschuldigt ihn des Diebstahls, was der Sklave sich verbittet. So geht es hin und her, der Sklave zeigt seine Hände, auch der Mantel verbirgt keinen Schatz, also muss Euclio ihn gehen lassen. (V. 628–660)
- Aber der Sklave bleibt an der Sache dran und spioniert weiter. Schließlich sieht der den Alten mit dem Schatz aus dem Tempel treten. (V. 661–666)
- Euclio erläutert sein Vorhaben. Enttäuscht von Fides, weiß er von einem abgelegenen Hain des Silvanus, voll mit Gestrüpp. Der erscheint ihm geeignet. Der Sklave, Zeuge seiner Reden, eilt voraus, um dort alles beobachten zu können. (V. 667–681)
- Lyconides selbst hat inzwischen seiner Mutter Eunomia alles gebeichtet und bittet seine Mutter mit ihrem Bruder Megadorus die Sache in seinem Sinne zu klären. Als sie an Euclios Haus vorbeikommen, hören sie die Schreie der in den Wehen liegenden Phaedria. Eunomia ist sofort bereit, mit ihrem Bruder zu sprechen. Lyconides folgt seiner Mutter ins Haus, als er seinen Sklaven nicht entdecken kann. (V. 682–700)
- Lyconises’ Sklave kehrt mit dem Gold, dessen Versteck von seiner Position leicht ausmachen konnte, zurück. Als er den Alten sieht, geht er schnell is Haus, um den Schatz zu verstecken. (V. 701–712)
- Euclio hat inzwischen herausgefunden, dass er bestohlen wurde, und ist verzweifelt. Er weiß, was er tun soll. Er wendet sich direkt an das Publikum und fragt um Hilfe. Eine Handvoll Diebe seien sie, beschimpft er das Publikum. Verloren sei er. Den jammernden Euclio entdeckt der aus dem Haus tretende Lyconides, der angesichts der in den Wehen liegenden Phaedria auch nicht weiß, was er tun soll: weglaufen oder mit Euclio sprechen. (V. 713–730)
- Aber Euclio nimmt ihm die Entscheidung ab und fragt ihn, wer er sei. Er stellt sich als ein unglücklicher Mensch vor, was Euclio sofort mit seinem Unglück kontert. Daran knüpft sich jetzt eine Verkettung von Missverständnissen, als Lyconides gesteht, an seinem Unglück die Schuld zutragen. Er wolle sich entschuldigen. Er rede sich auf göttlichen Willen, Wein und Liebe heraus, womit Euclio gar nichts anfangen kann. Erst recht, als Lyconides davon spricht, das, was er berührt habe, für immer zu besitzen. Euclio will seinen Besitz aber zurück, worauf Lyconides nichts mehr versteht, erst recht, als Euclio ihn wegen Diebstahls vor den Richter schleppen will. Endlich spricht Euclio von dem gestohlenen Goldtopf, so dass Lyconides begreift und sich gegen den Vorwurf, ein Dieb zu sein, wehrt und zur Bekräftigung Iupiter anruft. Jetzt traut sich Lyconides, Euclio die Wahrheit zu sagen und um die Hand Phaedrias mit Erlaubnis des Megadorus anzuhalten. Euclio ist erst einmal schockiert, weil er von der Schwangerschaft Phaedrias nichts ahnte. Er geht ins Haus, um die Geschichte zu prüfen. Lyconides wartet noch auf den Sklaven, bevor in Haus treten will. (V. 731–807)

### Akt V (V. 808–831)
- Lyconides trifft auf seinen Sklaven, der nach einem Zögern anfängt zu erzählen, dass er Euclio einen Goldschatz gestohlen habe. Lyconides besteht darauf den Schatz zurückzugeben, während der Sklave sich mit dem Gold freikaufen will. Dann erklärt er sein Reden mit einem Scherz...[6] (V. 808–832)
- Der Text bricht ab und aus den vorliegenden zwei Argumenta[7] und den restlichen Fragmenten kann man den Rest ungefähr rekonstruieren. Euclio erhält seinen Schatz zurück, allerdings gibt er ihn als Mitgift seiner Tochter, möglicherweise sogar froh, die Sorge um den Schatz los zu sein. Phaedria und Lyconides können nach dem Verzicht von Megadorus heiraten. Vielleicht sind sogar Sklaven in die Freiheit entlassen worden. Das Stück endet, wie der Hausgott im Prolog vorgesehen hatte, mit einem Happy End.

### Dokumentation von Argumentum I
„Ein geiziger Alter, der sich selbst kaum vertraut,
findet einen in seinem Haus vergrabenen Topf mit wertvollem Inhalt
und macht seine Bewachung zu seinem einzigen Lebensinhalt.
Lycónides hatte dessen Tochter vergewaltigt.
Inzwischen fordert der alte Megadorus, von seiner Schwester dazu gebracht
zu heiraten, die Tochter des Geizigen für sich zur Frau.
Der starrsinnige Alte gesteht das kaum zu und, um seinen Schatz fürchtend,
versteckt er den aus dem Haus geholten Topf an verschiedenen Orten.
Der Sklave von Lyconides, der die junge Frau vergewaltigt hatte,
stellt ihm eine Falle und Lyconides selbst beschwört seinen Onkel Megadorus,
ihm seine Braut zu überlassen, weil er sie liebt. Als Euclio dann durch eine
List seinen Schatz verloren hatte, findet er ihn unverhofft wieder
und gibt seine Tochter glücklich Lyconides.“

### Argumentum II
„Den mit Gold gefüllten und gefundenen Topf bewacht Euclio mit seiner ganzen Kraft und armselig. Lyconides vergewaltigt dessen Tochter. Diese will Megadorus ohne Mitgift heiraten. Um sie heiraten zu können, stellt er ihm gerne Köche und ein Festessen zur Verfügung. Euclio fürchtet um seinen Schatz und versteckt ihn draußen. Das hatte der Sklave des Vergewaltigers gesehen und stiehlt ihn. Der (Lyconides) bringt ihm den Topf zurück, wird von ihm mit dem Gold, der Ehefrau und einem Sohn beschenkt.“

## Zur Komik bei Plautus
Betrachten wir die Aulularia unter dem Aspekt der Charakterkomödie, dann steht der geizige Euclio im Vordergrund, der im Laufe des Stückes von einem stets nervösen, misstrauischen Besitzer eines Topfes voller Gold zu einer Person wird, die freiwillig auf den Reichtum verzichtet, ihn seiner Tochter als Mitgift stiftet und endlich seine Ausgeglichenheit („laetus“) wieder findet.
Euclio kann seinen inneren Konflikt erst einmal nicht lösen, da im Mittelpunkt seines Lebens der Goldtopf steht. Alle seine Sozialkontakte leiden darunter. Er isoliert sich immer mehr. Er weiß nicht einmal von der unerwünschten Schwangerschaft seiner Tochter. Eine Lösung des inneren Konflikts scheint mit dem Fortgang der Handlung immer weniger möglich zu werden. In der Aulularia gelingt die Lösung des Konfliktes durch das Eingreifen (den Diebstahl) des Sklaven des Lyconides (Der Typ des „servus callidus, schlauer Sklave“) und der verstockten Sturheit des Euclio, der am Ende froh scheint, von der Last des versteckten Reichtums befreit zu sein. Auch wenn ein anderer schwerer Konflikt im Hintergrund des Stücks schwelt, die Vergewaltigung und die Schwangerschaft der Phaedria, steht in der Aulularia der Topf im Vordergrund, dessen Übereignung dann doch, wie vom Laren angekündigt, die Hochzeit zwischen Lyconides und Phaedria vergoldet, nachdem sich der Täter scheinbar reuevoll bei Euclio entschuldigt hat. Nein, die Charaktere an sich, „Schlauheit“ und „Misstrauen“ sprechen nicht für Komik. Das kann nur die übertriebene und teilweise groteske Darstellung durch Plautus leisten. Die „unwiderstehliche Wirkung des Plautus … kommt von seiner Sprache, deren Kraft, Frische und Ausdruckreichtum schon L. Aelius Stilo, Varro und Cicero bewunderten.“

## Umgang mit der literarischen Tradition
Plautus hat sicherlich im Laufe seines Lebens Theater von der Pike auf gelernt. Er war ein Theaterpraktiker, der sich um literarische Theorien nicht kümmerte. Für ihn ging es allein um die Unterhaltung des Publikums durch Komödien. Es ging ihm nicht um die möglichst genaue Übertragung des griechischen Vorbilds (wahrscheinlich eine Komödie Menanders), sondern er benutzte die griechische Komödie als Rohstoff, um daraus Theaterstücke zu schaffen, die seinem Publikum gefallen. Er behielt zwar Originaltitel, Ort und Namen bei, doch wurden die Stücke mit römischem Lokalkolorit aufgefüllt. Damit erzielte er eine Vermischung von griechischen und römischen Elementen.
Allerdings war es für Plautus besonders typisch, die derb-komisch-lächerlichen und die musikalisch-rhythmischen Teile zu verstärken.
Während sich die »Neue« griechische Komödie eines Menander eher zu einem Sprechdrama entwickelte, praktizierte Plautus etwas anderes. Die iambischen Sprechverse nehmen bei ihm in der Regel nicht mehr als ein Drittel des Stücks ein. In der Aulularia, allerdings mit dem Prolog, finden wir 415 Iamben, d. h. 49,94 %. Ohne den Prolog sind es 206 Verse (35,62 %). Dagegen wächst der Umfang des musikalisch untermalten trochäischen Septenars, der mit Flötenbegleitung eine Art Rezitativ darstellte: Er nimmt in der Aulularia 305 Verse ein (36,70 %). Zusätzlich gibt es noch die eigentlichen Cantica, die als Soli, Duette oder sogar Terzette zu hören waren. Die Cantica spielen auch in der Aulularia eine wichtige Rolle, sie werden am Beginn der Handlung und bei der herbei geführten Katastrophe gesungen, erkennbar an den verwendeten Metren („Anapästen, Bakcheen, Kretikern, vielleicht auch Dochmien, oder polymetrisch“). Herbert Rädle spricht zusammenfassend von einer Art Operette oder einem Musical.
Das Stück dürfte nach Duckworth um 200 v. Chr. aufgeführt worden sein.

## Rezeption
Plautus war ein sehr beliebter Autor und bereits in spätrepublikanischer Zeit sind Plautus und Terenz Gegenstände gelehrter Forschung. In der frühen Kaiserzeit treten sie eher in den Hintergrund, einer anderen dramatischen Anschauung geschuldet. Im 2. Jahrhundert dagegen stehen sie wieder im Fokus philologischer Bemühungen (Gellius). Sie werden zu kanonischen Autoren, die immer wieder ediert und kommentiert werden. Obwohl Plautus noch in der Spätantike einen Nachahmer fand (Querolus, Der Griesgram), wurde jetzt Terenz mehr gelesen und das blieb auch so im Mittelalter. Erst 1429 mit dem Plautus-Fund des Nicolaus von Kues in der Kölner Dombibliothek änderte sich das. So konnte Plautus zusammen mit Terenz die Komödie der europäischen Nationalliteraturen prägen.

### Frühe deutsche Übersetzungen
- Joachim Greffs Übersetzung von 1535 ist wohl die erste in deutschen Versen gedruckte Übersetzung. Sie war für die Schule entstanden, sollte als Lesevorlage gelten und kam auch zur Aufführung durch Schüler. Die Übersetzung mag 1533 und 1534 in Halle an der Saale entstanden sein, wo er als Lehrer arbeitete. Dort dürfte das Stück auch zur Aufführung gekommen sein. Gedruckt wurde diese Aulularia 1535.[20]
- Johann Episcopius (Bischoff), Lehrer an verschiedenen Lateinschulen, übersetzte die Aulularia 1570 ins Deutsche. Vorher hatte er schon sechs Komödien Publius Terentius Afers in deutsche Reime gebracht und veröffentlicht.[21]
- Heinrich Zenckfrey, ebenfalls Lehrer, verfasste eine dritte Versübertragung, die 1607 unter dem Titel Euclio Das ist ein sehr Lustig figment von einem Alten Geizhals in Frankfurt an der Oder erschien.[22]

In den drei Übersetzungen zeigt sich wie in vielen Plautus-Übersetzungen des 16. Jahrhunderts eine Fixierung auf schulische Zwecke. Die Aufführungen standen noch nicht im Mittelpunkt. „Sie (d. h. die Übersetzungen) bieten einem deutschsprachigen Publikum, das hier als eigener Adressatenkreis Kontur gewinnt, die Möglichkeit, die Bühne und Dramentechnik (samt humanistischer Akteinteilung), die Handlung und zu einem großen Teil auch den Sprach- und Dialogwitz der Palliata in der Volkssprache kennenzulernen, die gleichzeitig bereits im Bibel- und Legendendrama der Reformationsepoche rezipiert wurden.“

### Nachahmungen in der Renaissance
Ausgehend von der Wiederentdeckung von Plautus und Terenz im 15. Jahrhundert, entwickelte sich im 16. Jahrhundert mit der Commedia erudita („gelehrte Komödie“) eine eigene Komödiengattung, in der die antiken Werke in der Volkssprache nachgeahmt wurden. Es handelte sich dabei nicht einfach um Übersetzungen, sondern durchaus eigenständige, teilweise künstlerisch sehr anspruchsvolle und freie Adaptionen mit viel Lokalkolorit. Werke dieser Tradition, die auf Plautus’ Aulularia basieren, sind:
- Lorenzino de’ Medici: L’Aridosia, 1536, italienisch (mit Elementen der Mostellaria)
- Giovan Battista Gelli: La sporta („Die Tasche“), 1543, italienisch
- Marin Držić: Skup („Der Geizhals“), 1555, serbokroatisch
- Ben Jonson: The Case is Altered, 1597, englisch
- Hieronymus Justesen Ranch: Karrig Nidding („Knauser Neiding“), 1598, dänisch
- Pieter Corneliszoon Hooft/Samuel Coster: Warenar, 1617, niederländisch

### Shakespeare
Man kann davon ausgehen, dass Shakespeare einige Werke von Plautus und Terenz kannte. Das hatte auch damit zu tun, dass die sogenannte Neue Komödie in der Version der beiden römischen Autoren hybride antike Versionen waren, die vor Leben nur so sprühten. Da die Stücke außerdem noch in Athen spielten, war somit alles erlaubt, was anderswo verboten war: “It all takes place in Athens, folks” (Erich Segal). Man vermutet, dass über John Lyly, der seine Stücke nach dem Vorbild von Plautus in Griechenland ansiedelte, auch Shakespeare davon angesteckt wurde.

### Molières „Der Geizige“
Die Aulularia ist eine wichtige Vorlage für Molières L' Avare. Molière hat im Titel deutlich gemacht, dass sein Akzent auf einer veränderten Charaktereigenschaft des Harpagon lag. Nicht mehr misstrauisch, sondern geizig durch und durch sollte Molières Hauptfigur sein. Michael von Albrecht sieht den Unterschied so: „Bei genauerem Zusehen erkennen wir jedoch, daß diese Scheu vor Ausgaben kein gewöhnlicher Geiz ist, sondern eine komplizierte Erscheinung, die mit der Lebensgeschichte und der Umwelt Euclios zusammenhängt. Zwar hat er von seinen Vorfahren den Hang zur Knauserei ererbt, aber das ist auch weiter nicht verwunderlich, denn die Familie war nicht mit Reichtümern gesegnet.“

## Textausgaben
ÜberlieferungDie überlieferten Handschriften des Plautus beruhen alle auf einem Exemplar der Fabulae Varronianae. Es gibt davon zwei lückenhafte Rezensionen. Eine, ein Palimpsest aus Bobbio, heute in der Ambrosianischen Bibliothek, aus dem 4.–5. Jahrhundert; die andere ist die recensio Palatina aus der Pfälzer Bibliothek, mittelalterlich. Eine davon unabhängige Überlieferung könnte in Zitaten bei Marcus Verrius Flaccus vorliegen. Fachwissenschaftler beurteilen die Überlieferung des Plautus als relativ schlecht.
Lateinische Editionen
- Plautus (MacLennan, K. / W. Stockert, ed. with an introd., transl. and comm.): Aulularia. Liverpool 2016.
- T. Maccius Plautus: Aulularia (Herausgegeben und kommentiert von Walter Stockert), 2 Bände. Stuttgart 1983, ISBN 978-3-519-04040-8, ISBN 978-3-519-04043-9.
- T. Maccius Plautus (Hrsg.: Max Niedermann): Aulularia, Menaechmi, Mostellaria. Editiones Helveticae, Huber & CO. AG, unveränderter Nachdruck von 1946, 5. Auflage, Biel 1971, ISBN fehlt, S. 5–37.
- Fridericus Ritschelius mit Gustav Loewe, Georgius Goetz, Fridericus Schoell (Hrsg.): T. Macci Plauti COMOEDIAE, Band 2. Teubner, Leipzig 1881, ISBN fehlt, S. VII-96.

Zweisprachige Ausgaben (Lateinisch-Deutsch)
- T. Maccius Plautus (Übersetzer und Herausgeber: Herbert Rädle): Aulularia. Reclam, Stuttgart 1978, ISBN 3-15-009898-X.